# Chiesa dell'Intercessione della Santissima Madre di Dio
La Chiesa dell'Intercessione della Santissima Madre di Dio (in russo Храм Покрова Пресвятой Богородицы?, Chram Pokrova Presvjatoj Bogorodicy) è una delle due chiese di Mary, in Turkmenistan. Costruita nel 1900, essa rappresenta un importante esempio di architettura imperiale russa nel paese centro-asiatico e uno dei pochi monumenti zaristi rimasti nella città di Mary.

## Architettura
La chiesa, realizzata in mattoni rossi, si inserisce nel contesto artistico russo della fine del XIX secolo, caratterizzato da una nuova tendenza architettonica che era molto in voga tra gli architetti di Mosca e San Pietroburgo. Anziché ricorrere al colore bianco o a varie tonalità accese, si cercava di ritornare a un aspetto più puro: il rosso naturale del mattone iniziò, pertanto, ad essere impiegato in maniera tale da far risaltare le facciate degli edifici. Uno dei pionieri di questa corrente era l'architetto Vladimir Osipovič Šervud, il cui museo statale di storia (1873–4) è caratterizzato da tale colorazione rossa. Più tardi, Victor Schröter, con edifici come la grande sinagoga corale di San Pietroburgo (1883–93), dimostrò che, accostandovi decorazioni architettoniche di colore bianco, era possibile variare l'aspetto monotono conferito dalle facciate in mattoni.
Il Turkestan, tuttavia, si trovava ai confini dell'Impero russo, pertanto è difficile determinare l'effettiva influenza esercitata dalle tendenze stilistiche di Mosca e San Pietroburgo. Per esempio, la scarsità di alberi nelle zone desertiche del luogo sarebbe potuta essere, con ogni probabilità, la vera ragione per cui l'edificio fosse stato realizzato in mattone, un prodotto edilizio che, tra l'altro, aveva da sempre caratterizzato l'architettura dell'Asia centrale.
Gli elementi visivi bianchi, alternandosi al mattone rosso, richiamano le opere di Schröter: il contrasto cromatico contribuisce a definire le strutture architettoniche della facciata, come i vari archi e i modiglioni che sostengono la parte sporgente della cornice. L'aspetto odierno della chiesa è rimasto immutato dal restauro avvenuto in seguito alla Grande guerra patriottica, ritenuto necessario a causa dei numerosi danni subiti durante le grandi purghe staliniane (1936–8).

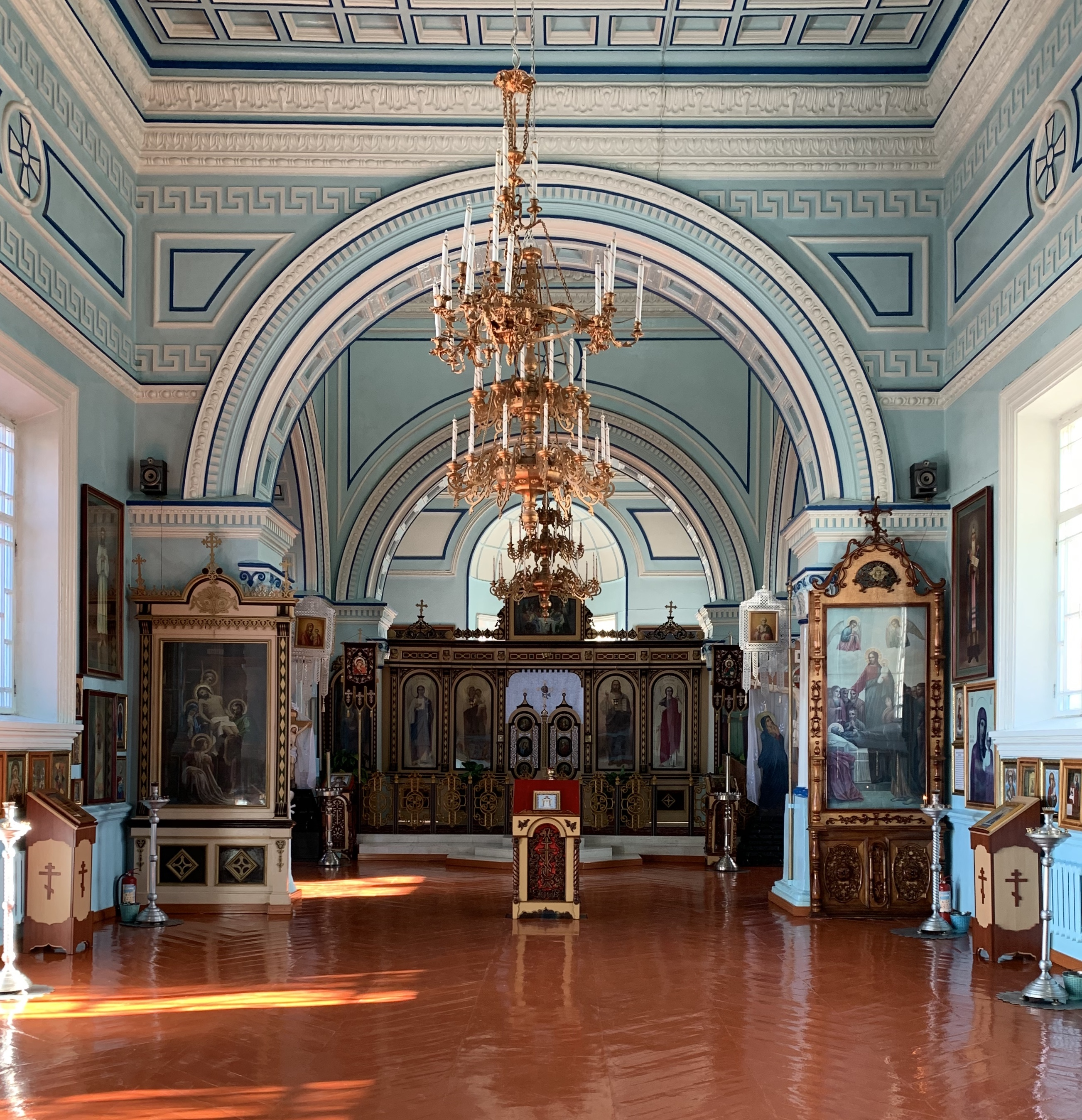
L'interno della chiesa, caratterizzato dalla presenza di numerose icone sacre

## Storia
Nel 1884 l'Impero russo stabilì un presidio nella città di Mary che, all'epoca, faceva parte di una regione costantemente minacciata dalle forze armate dell'Impero britannico e dell'Emirato dell'Afghanistan. La chiesa venne consacrata all'Intercessione della Theotókos, ossia la Madre di Dio, avvertita, specialmente in quel momento, come un simbolo di buon auspicio in una località contesa. Il luogo di culto fu eretto intorno all'anno 1900; tuttavia, al giorno d'oggi non è stata ritrovata nessuna fonte storica precisa riguardo alla sua costruzione. Le prime testimonianze dell'attività pastorale della chiesa risalgono al 1917, anno in cui vennero documentati diversi battesimi amministrati dal prete Tichon Protasov e dal diacono Ioann Il'ičev.
Durante le grandi purghe staliniane, molte figure religiose vennero arrestate. Ciò accadde anche a padre Michail Vladimirovič Poletaev che, agli inizi del XX secolo, aveva prestato il suo servizio nella chiesa di Mary. Nel 1937 egli venne arrestato e giustiziato dalle autorità sovietiche come "nemico del popolo". Il 20 agosto 2000 venne canonizzato come martire della Chiesa ortodossa russa. Il figlio, Vladimir Michailovič Poletaev, si dedicò al restauro della chiesa in seguito alla Seconda guerra mondiale: a causa della devastazione portata dalla politica interna di Stalin, l'edificio aveva perso il proprio campanile ed era stato trasformato in un luogo di riunione del tutto slegato dall'originale funzione religiosa.
Vladimir Michailovič rimase al servizio della Theotókos fino al 1975, l'anno della sua morte. La figlia, Anna Vladimirovna, operò come direttrice del coro fino all'anno 2002, sotto la supervisione dell'arciprete Aleksander Pereskokov. L'altare della chiesa è dedicato a due figure che hanno subito il martirio sotto il regime stalinista. Mentre di Michail Vladimirovič sono pervenute numerose testimonianze, il nome dell'altro prete, padre Dmitrij, non è accompagnato da nessuna fonte storica.
A differenza dell'altra chiesa della città di Mary, appartenente al movimento battista, l'operato della Chiesa dell'Intercessione non è mai stato ostacolato in maniera significativa dal governo del Turkmenistan indipendente, essendo il cristianesimo ortodosso ufficialmente riconosciuto dal governo. Tuttavia, l'amministrazione Nyýazow si limitava a tollerare la Chiesa ortodossa a cui, comunque, non veniva data la possibilità di godere di tutte le libertà. Le condizioni della chiesa ortodossa migliorarono sotto il governo del successore Berdimuhamedow.